# Summer Bishil
Summer Bishil (* 17. Juli 1988 in Pasadena, Kalifornien) ist eine US-amerikanische Schauspielerin.

## Leben
Bishil wurde 1988 in Pasadena als Tochter eines indischen Vaters und einer amerikanisch-mexikanischen Mutter geboren.  Sie lebte ab Anfang der 1990er Jahre für kurze Zeit mit ihrer Familie in Saudi-Arabien und später in Bahrain. Anfang der 2000er Jahre kehrte die Familie nach Kalifornien zurück.
Ihre erste Hauptrolle übernahm sie 2007 im kontrovers diskutierten Unverblümt – Nichts ist privat unter der Regie von Alan Ball. Bishil übernahm dort die Rolle der 13-jährigen Jasira Maroun, einer Amerikanerin libanesischer Herkunft, die ihre Sexualität entdeckt. Die Rolle gilt als ihr Durchbruch in Hollywood.
Ihre nächste größere Rolle folgte 2009 in Crossing Over an der Seite von Harrison Ford, Ray Liotta und Ashley Judd. In M. Night Shyamalans Fantasyfilm Die Legende von Aang übernahm Bishil 2010 die Rolle der Azula.
Von 2015 bis 2020 war sie in der Rolle der Margo Hanson in der Syfy-Serie The Magicians zu sehen.

## Filmografie (Auswahl)
- 2005: Zeit der Sehnsucht (Days of our Lives, Seifenoper, eine Folge)
- 2006: Just for Kicks (Fernsehserie, Folge 1x02)
- 2006: Drake & Josh (Fernsehserie, Folge 4x01)
- 2006: Hannah Montana (Fernsehserie, Folge 1x16)
- 2006: Halloweentown 4 – Das Hexencollege (Return to Halloweentown)
- 2007: Unverblümt – Nichts ist privat (Towelhead)
- 2009: Crossing Over
- 2010: Mooz-lum
- 2010: Public Relations
- 2010: Die Legende von Aang (The Last Airbender)
- 2011: The Whole Truth (Fernsehserie, Folge 1x09)
- 2011: 90210 (Fernsehserie, 4 Folgen)
- 2011: Lip Service
- 2013: Lucky 7 (Fernsehserie, 8 Folgen)
- 2013: Destruction: Las Vegas (Blast Vegas)
- 2015: iZombie (Fernsehserie Folge 1x05)
- 2015–2020: The Magicians (Fernsehserie, 62 Folgen)